# Самаревац (Пелагићево)
Самаревац је насељено мјесто у општини Пелагићево, Република Српска, БиХ. Према попису становништва из 2013. у насељу је живјело 133 становника.

## Мјесна заједница
МЗ Самаревац се састоји од насељених мјеста Самаревац и Савић.

## Становништво
| Националност       | 2013. | 1991. | 1981. | 1971. | 1961. |
| Срби               | 132   | 190   | 281   | 297   | 297   |
| Хрвати             | 1     | 22    | 50    | 49    | 33    |
| остали и непознато |       | 80    | 1     |       | 1     |
| укупно             | 133   | 292   | 332   | 346   | 331   |

| Демографија | Демографија | Демографија |
| Година      | Становника  | Становника  |
| ----------- | ----------- | ----------- |
| 1948.       | 399         |             |
| 1953.       | 363         |             |
| 1961.       | 331         |             |
| 1971.       | 346         |             |
| 1981.       | 332         |             |
| 1991.       | 292         |             |
| 2013.       | 133         |             |